# Bahnhof Minakami
Der Bahnhof Minakami (jap. 水上駅 Minakami-eki) ist ein Bahnhof auf der japanischen Insel Honshū. Er wird von der Bahngesellschaft JR East betrieben und befindet sich in der Präfektur Gunma auf dem Gebiet der Stadt Minakami, am Fuße des Mikuni-Gebirges.

## Verbindungen
Minakami ist ein Zwischenbahnhof an der Jōetsu-Linie der Bahngesellschaft JR East, die Takasaki in der Präfektur Gunma mit Nagaoka in der Präfektur Niigata verbindet. Aufgrund der unterschiedlichen Bevölkerungsdichte gibt keine Züge, welche die gesamte Strecke befahren; stattdessen besteht in Minakami eine strikte betriebliche Zweiteilung. Nahverkehrszüge in Richtung Takasaki fahren ungefähr alle 40 bis 60 Minuten (wobei in einzelnen Fällen in Shin-Maebashi umgestiegen werden muss). Entlang des nordwärts verlaufenden Gebirgsbahnabschnitts durch das Mikuni-Gebirge beschränkt sich das Angebot auf fünf tägliche Züge nach Nagaoka. Hinzu kommt an Wochenenden ein Ausflugszug von Ōmiya nach Echigo-Yuzawa und zurück.
Vor dem Bahnhof befinden sich mehrere Bushaltestellen, die von acht Linien der Gesellschaft Kan’etsu Kōtsū bedient werden. Diese führen unter anderem zum Shinkansen-Bahnhof Jōmō-Kōgen, zur Tanigawadake-Seilbahn sowie zu Wintersportgebieten und sonstigen Touristenattraktionen.

## Anlage
Der Bahnhof steht im Ortsteil Kanosawa im engen Tone-Tal. Er bietet Zugang zu einem Gebiet mit mehreren bedeutenden Onsen, weshalb die Umgebung sehr touristisch geprägt ist. In der Nähe befinden sich das Touristeninformationszentrum, eine Reihe von Souvenirläden und mehrere Gastronomiebetriebe. Die ebenerdige, leicht gekrümmte Anlage ist von Süden nach Norden ausgerichtet und umfasst drei Durchfahrtsgleise, die alle dem Personenverkehr dienen. Diese liegen am Hausbahnsteig und einem Mittelbahnsteig, die beide größtenteils überdacht sind. Eine mit Rolltreppen ausgestattete gedeckte Fußgängerbrücke stellt die Verbindung zum zweigeschossigen Empfangsgebäude an der Westseite her.
Am südlichen Ende des Bahnhofs ist eine dreigleisige Abstellanlage zu finden, mehrere hundert Meter nördlich ein nicht mehr genutztes Lokomotivdepot. Letzteres war die Basis für die Vorspanntriebfahrzeuge, die einst auf dem Gebirgsbahnabschnitt der Jōetsu-Linie im Einsatz standen. Die meisten dazu gehörenden Gebäude und Gleise sind inzwischen iner Parkanlage gewichen. Dort gibt es auch eine Drehscheibe, auf der eine Dampflokomotive der Baureihe D51 dauerhaft ausgestellt wird.
Im Fiskaljahr 2019 nutzten täglich durchschnittlich 341 Fahrgäste den Bahnhof.

## Bilder

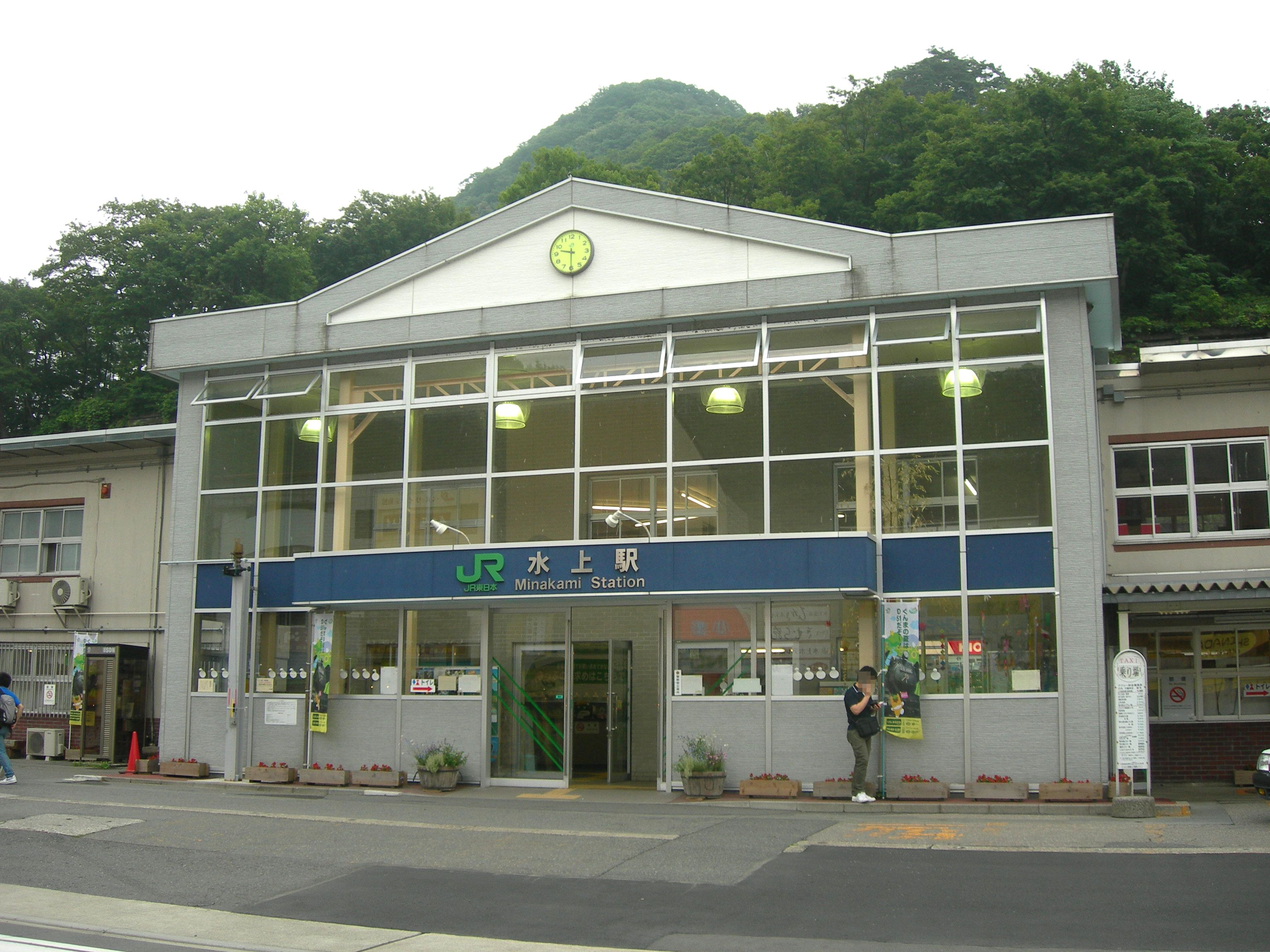
Empfangsgebäude vor der Renovierung (2010)
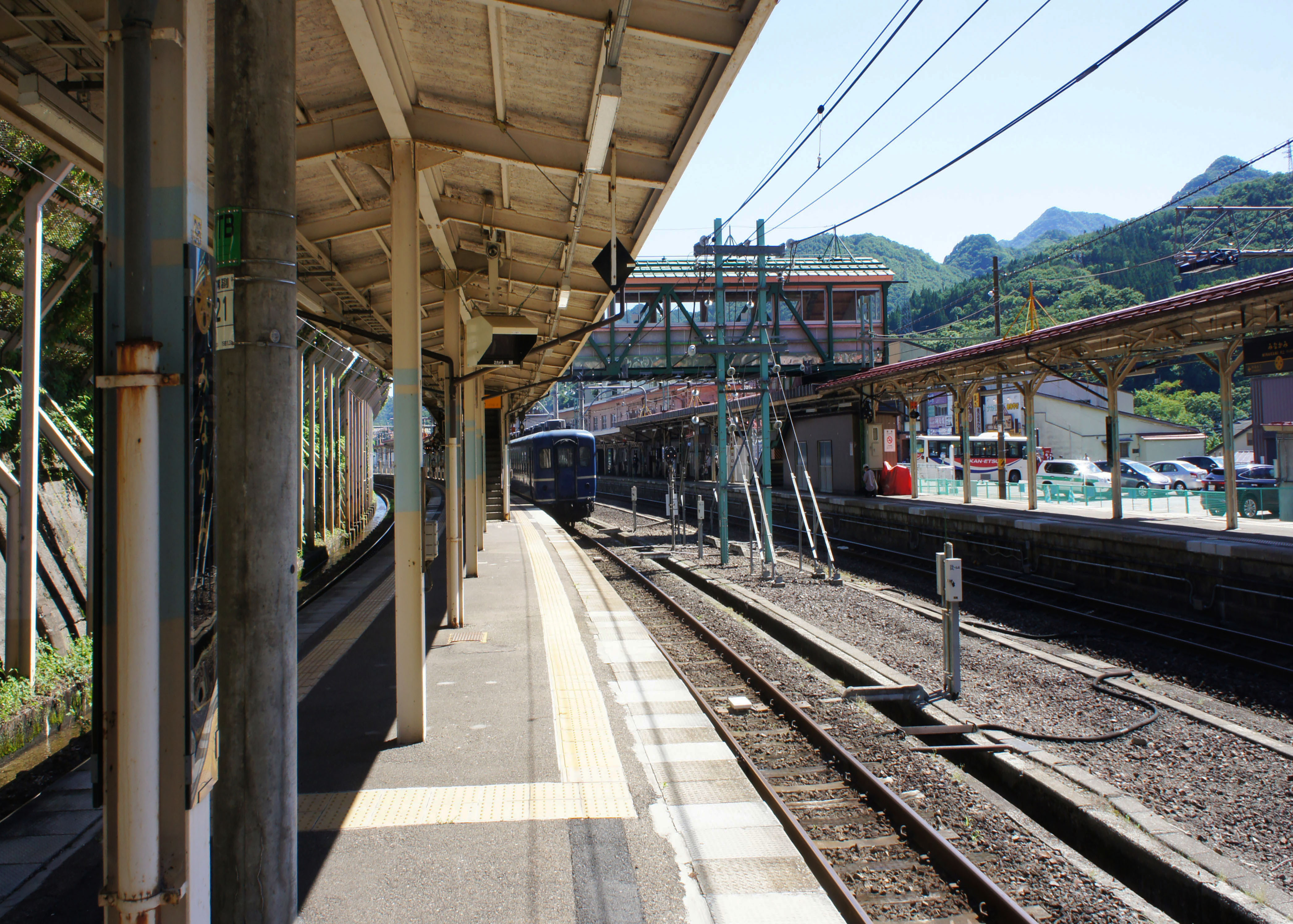
Bahnsteige
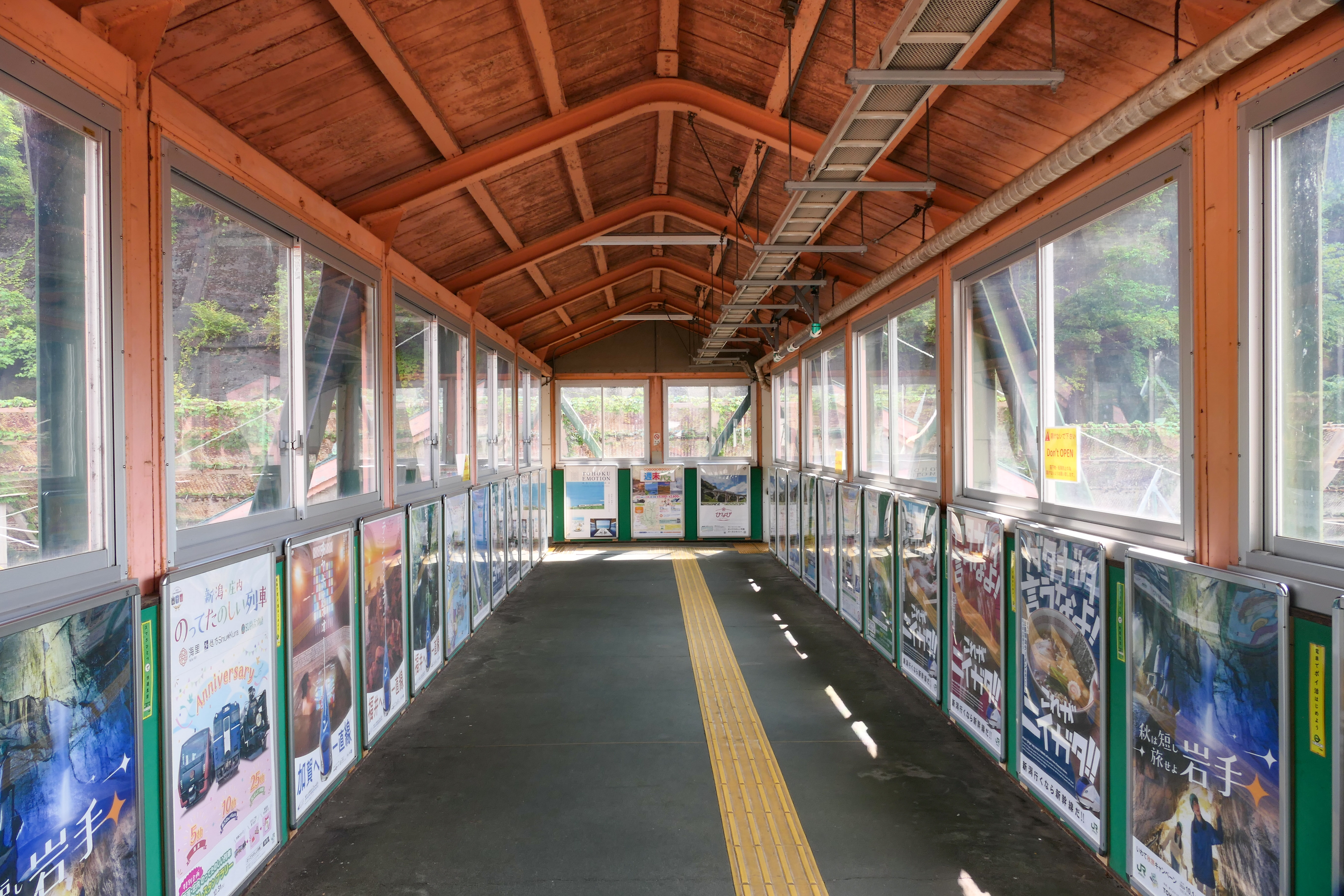
Fußgängerbrücke
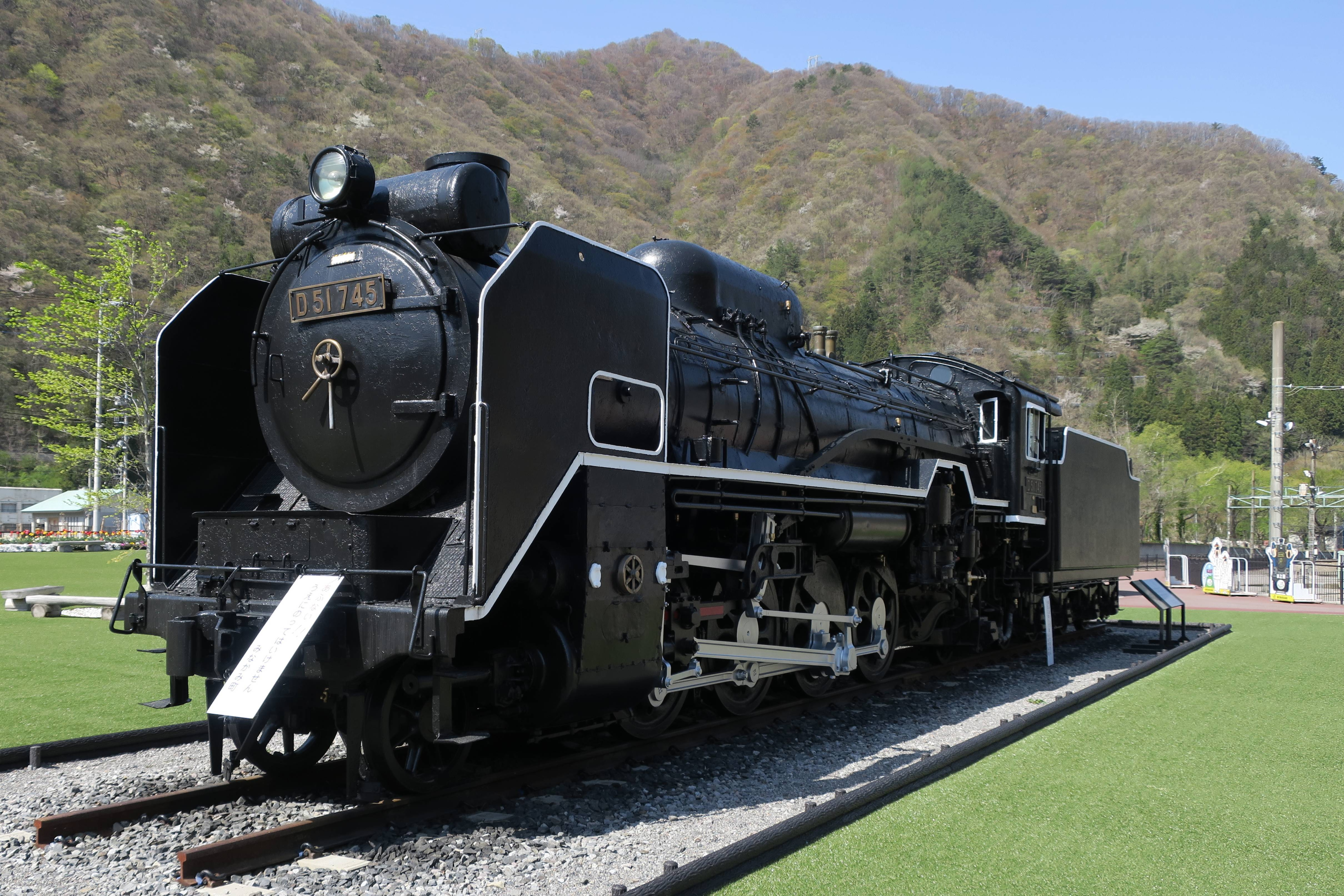
Beim Bahnhof ausgestellte Dampflokomotive
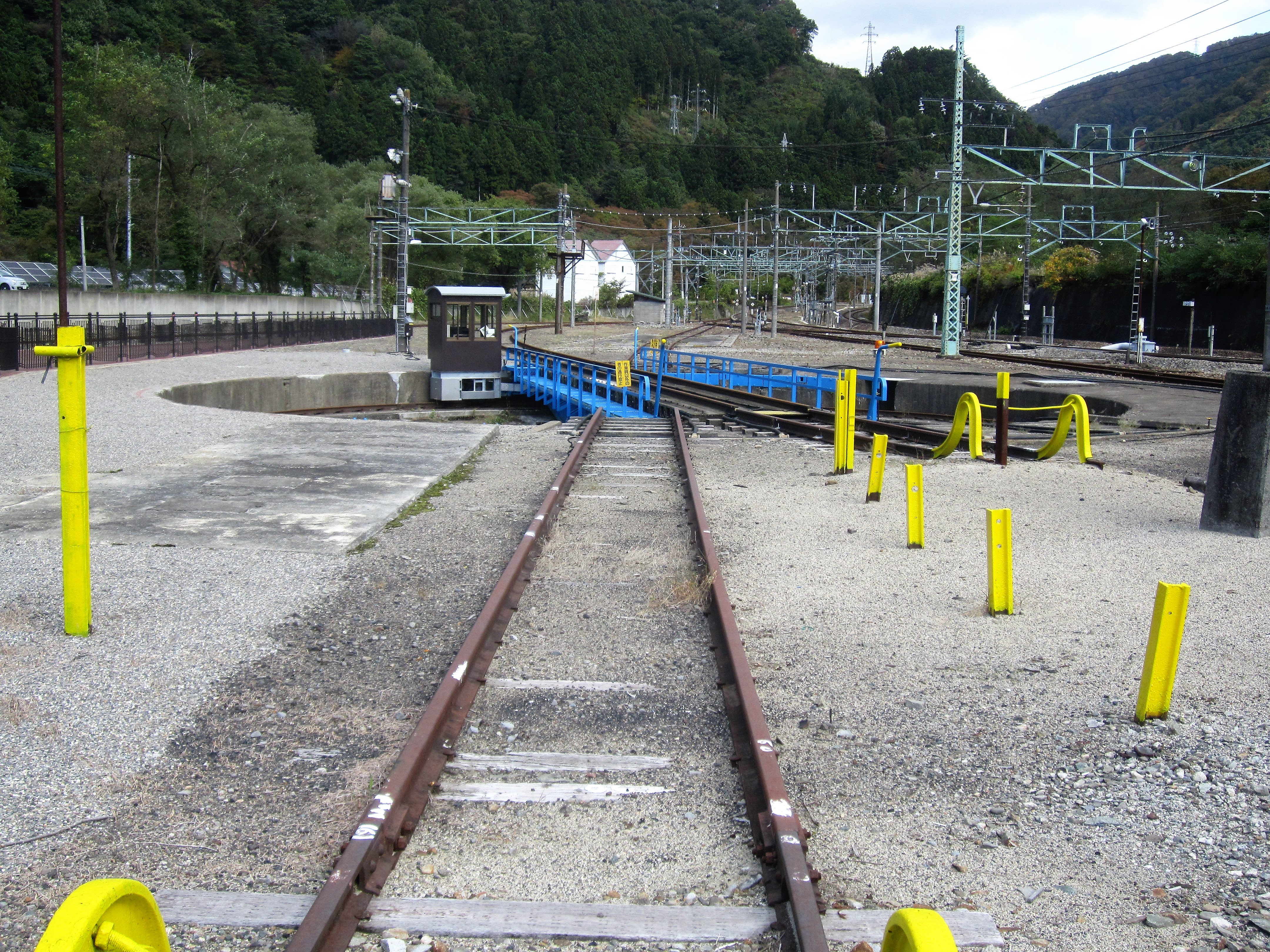
Drehscheibe

## Gleise
| 1/2 | ▉ Jōetsu-Linie | Takasaki • Ōmiya • Tokio                  |
| 3   | ▉ Jōetsu-Linie | Echigo-Yuzawa • Urasa • Nagaoka • Niigata |

## Linien
| Verlauf der Jōetsu-Linie |
| --- |
| Takasaki • Takasakitonyamachi • Ino • Shin-Maebashi • Gumma-Sōja • Yagihara • Shibukawa • Shikishima • Tsukuda • Iwamoto • Numata • Gokan • Kamimoku • Minakami • Yubiso • Doai • Tsuchitaru • Echigo-Nakazato • Iwappara Skiing Ground • Echigo-Yuzawa • Ishiuchi • Ōsawa • Jōetsu International Skiing Ground • Shiozawa • Muikamachi • Itsukamachi • Urasa • Yairo • Koide • Echigo-Horinouchi • Kita-Horinouchi • Echigo-Kawaguchi • Ojiya • Echigo-Takiya • Miyauchi (• Nagaoka) |

## Geschichte
Das Eisenbahnministerium eröffnete den Bahnhof am 28. Oktober 1928, zusammen mit dem von Gokan bis hierhin führenden Abschnitt der Jōetsu-Linie. Knapp drei Jahre lang war hier Endstation, bis zur Inbetriebnahme des Teilstücks nach Echigo-Yuzawa. Minakami war von großer betrieblicher Bedeutung, denn hier hielt man die Vorspanntriebfahrzeuge bereit, mit denen die Güter- und Reisezüge den Gebirgsbahnabschnitt durch den Shimizu-Tunnel und zwei Kehrtunnel bewältigten. Im Dezember 1970 eröffnete die Japanische Staatsbahn das Touristeninformationszentrum neben dem Bahnhof. Andererseits nahm sie mehrere Rationalisierungsmaßnahmen vor. Sie stellte am 11. Oktober 1978 den Güterumschlag ein, am 15. August 1983 auch den Güterverkehr zu mehreren Anschlussgleisen und am 1. Februar 1984 die Gepäckaufgabe. Ebenso legte sie am 1. Dezember 1986 das Lokomotivdepot still, nachdem stärkere Lokomotiven den Vorspannbetrieb überflüssig gemacht hatten. Im Rahmen der Staatsbahnprivatisierung ging der Bahnhof am 1. April 1987 in den Besitz der neuen Gesellschaft JR East über.